# Can Galceran de Vall
Can Ribas, antigament Can Galceran de Vall, és una masia del municipi de Montgat a la comarca del Maresme és la seu del Club de Tennis Turó del Mar. Conté la capella romànica de Sant Martí que és protegida com a bé cultural d'interès local.

## Masia
És una masia formada per una planta baixa i un pis, coberta per una teulada de dos vessants amb el carener perpendicular a la façana. La porta d'accés principal és d'arc de mig punt adovellada i es troba descentrada de l'eix central de la façana. Al seu damunt hi ha tres obertures d'arc de mig punt formant una galeria. Hi ha un fort desnivell entre la part dreta de l'edifici i la part esquerra, que es troba a una alçada inferior.
Hi ha un mur que tanca tot el recinte de Can Riba. La porta d'entrada és d'estil neoàrab: està formada per un arc de ferradura amb l'extradós decorat amb una línia que fa ziga-zaga com si es tractés de puntes d'estrella. A banda i banda, hi ha tres rectangles decorats amb rajola de colors. La porta es tanca amb unes reixes de ferro forjat.

## Capella de Sant Martí
Petita capella de planta rectangular, d'una sola nau i coberta per una teulada de dues vessants que interiorment és sostinguda per una estructura de fusta. La façana, amb una petita porta d'arc de mig punt, es prolonga a la part superior en una espadanya d'un sol ull. La part posterior de la capella presenta un absis semicircular amb una finestra. A finals del segle xx va ser restaurada i se li va afegir el campanar d'espadanya.
La capella es va construir damunt les restes d'una vil·la romana, el material de la qual es va aprofitar.
El dissabte més proper a la diada de sant Martí, s'hi celebra un aplec.

## Història
Als fonaments de la capella es veuen dues moles de molí i un fust de columna, presumiblement romans i recuperats com a material constructiu. S'han documentat ceràmiques ibèriques i romanes que fan pensar en l'existència d'un establiment romà en aquest indret..
Un acte de donació de 1027 és el document més antic on es menciona la capella. També és esmentada a una escriptura de definició d'alou de l'any 1067, de la canonja de Santa Creu i Santa Eulàlia. A l'acta de consagració de l'església de Tiana consta amb el nom de Santa Susanna (1104).
La masia era coneguda antigament com a Can Galceran de Vall, o Can Galceranet, documentada al segle xvi. Va passar a ser la masoveria de la finca de Can Ribas que ocupava bona part del turó del Mar. A la segona meitat del segle xx, el casal principal de Can Ribas va ser enderrocat per construir la urbanització el Turó del Mar i es va conservar la masoveria i la capella. La masia va ser restaurada i adequada per a fer-ne un club de tenis.